# Белка (Тверская область)
Белка — деревня в Осташковском городском округе Тверской области.

## География
Находится в западной части Тверской области на расстоянии приблизительно 30 км на запад по прямой от города Осташков на западном берегу озера Стерж.

## История
Деревня была показана на карте 1939 года как поселение с 29 дворами. До 2017 года входила в Свапущенское сельское поселение Осташковского района до их упразднения.

## Население
Численность населения: 18 человек (русские 100 %) в 2002 году, 8 в 2010.